# Викинзи
Викинг (стнорд. víkingr – викингр) је термин који се уобичајено користи за нордијске (скандинавске) ратнике, трговце и гусаре. Настанили су се у широкој области Европе, Азије, Блиског истока као и дела Африке, од краја 8. до средине 11. века.
Користили су своје чувене дракаре да путују до Блиског истока (Цариграда, Волге у Русији), на крајњи запад, као што су Исланд, Гренланд и Њуфаундленд, и крајњи југ као Ал Андалуз. Овај период викиншке експанзије, познат као Викиншко доба, чини највећи део средњовековне историје Скандинавије, Велике Британије, Ирске и остатка Европе у целини. Овај период експанзије је довео до ширења нордијске културе, али и до истовременог уноса јаких страних културних утицаја у саму Скандинавију, са дубоким развојним импликацијама у оба смера.
Популарне, модерне концепције Викинга – термина који се често примењује неформално на модерне потомке и становнике модерне Скандинавије – често се знатно разликује од комплексне слике која произилази из археолошких и историјских извора. Романтизована слика Викинга као племенитих дивљака је почела да се појављује у 18. веку; и од тог времена се развила и постала широко заступљена током Викиншког оживљавања у 19. веку. Гледишта на Викинге као било насилне, пиратске безбожнике, или као неустрашиве авантуристе последица је у знатној мери конфликтних варијетета модерних викиншких митова, који су настали током раног 20. века. Данашње популарне репрезентације Викинга, типично базиране на културним клишеима и стереотиповима, компликују модерно схватање викиншке оставштине.

## Рана историја и формирање нација
Рана племена која су живела у Скандинавији данашња наука познаје као Готе и Гауте (насељене у јужном делу данашње Шведске, Готланду) и Свионе.
У 6. веку пишу историчари Јорданес и Прокопије из Цезареје да у Скандинавији живи мноштво народа и племена од којих сваки има свога засебног владара. Резултат мањих племенских миграција био је настанак данашњих народа познатих у Скандинавији; Швеђана, Данаца и Норвежана који су средином 6. века заузели своје данашње просторе. У то рано историјско доба Скандинавија је била расцепкана на низ мањих племенских кнежевина. Уједињење тих мањих држава у веће, био је дуг и спор процес.
Први владар који је ујединио Норвежане у 9. веку био је Харалд Лепокоси. Након његове смрти 933. распала се централна власт. Тек у 11. веку пошло је за руком Олафу Светом да поново уједини све Норвежане. Он је остао познат по томе што је у свој народ донео хришћанство. Јавно се крстио и тако, својим примером, помогао бржу христијанизацију, до тада паганских Норвежана.
Почетком 9. века долази и до уједињења Данске која доживљава процват и успон у доба Харалда Плавозубог и Кнута Великог кад је под данском влашћу била и трећина Енглеске и јужни део Шведске. (Харалд Плавозуби 950. - 986, Кнут Велики 1016. - 1035)
И Шведска је у раном средњем веку била разједињена на многе мале кнежевине и племенске савезе. У то доба посебно се истицао племенски савез у Упсали. Распадом родовских друштвених заједница и односа класна подела друштва најраније се запажа код Швеђана. Услед низа неродних година које су резултовале низом година глади поједине племенске вође и аристократе окупљају своје ратне дружине и са својим бродовима организују прекоморске пљачкашке походе.
Једни су кренули на запад према Француској, Северној Немачкој и Енглеској. Док су други кренули на исток узводно рекама и зашли дубоко у словенске земље све до Кијева под именом Варјази. Док су западни пљачкаши нападали Фландрију, Франачку Галију и Фризију, па уз западне обале Франачке Атлантским океаном стигли до Аквитаније и Шпаније.
Године 844, по реци Гарони допиру до Тулуза затим се појављују пред Лисабоном и Кадизом, освајају Севиљу, 845. пљачкају Париз, а 859. освајају Гибралтар и пљачкају обале Медитерана све до Сицилије и јужне Италије. Осим страшних разарања и крвопролића којима су били изложени несрећни Европљани од варвара са севера, додатно су трпели губитке у људству јер су Викинзи масовно људе одводили у робље. У то доба и нису имали озбиљније непријатеље ни организоване војне силе која би им се озбиљно супротставила осим велике и војно надмоћне Византије коју су Викинзи избегавали и склапали с њом повољне трговачке савезе да јој се не би превише замерили. (једном згодом су мирни пролазак у Црно море преко Дарданела платили арапским робљем похватаним на јужној Сицилији!).
Због многих сусрета и трговачких размена са другим, новим и необичним народима, Викинзи су попримили утицаје медитеранских, исламских и хришћанских народа што се посебно истиче на њиховој специфичној уметности.

## Викиншки бродови
Викинзи су правили два типа бродова: дугачке и уске, за рат и краће, широке и стабилније за трговину и транспорт. Развили су брод без палубе, с кобилицом и ојачаним коритом који се назива дракар.
Ратни бродови су били лагани, стабилни и лаки за маневрирање. Управо тако добри бродови омогућили су им изузетну мобилност. Били су веома брзи и могло се њима доћи веома близу обале, тако да мештани нису успевали организовати одбрану.
Типично за викиншке ратне бродове била је глава змаја или неког воденог чудовишта, која је стајала напред на врху и својим отвореним чељустима и разрогаченим очима плашила непријатеље. У то доба цела Еуропа је била у страху од викиншког напада и изговарали су молитву: „Од норманског беса, чувај нас мили Боже“.
Не зна се поуздано што им је служило за навигацију. Претпоставља се да су пловили у близини обале што су дуже могли, а на пучини су се вероватно оријентисали према птицама, звездама, смером таласа, о чему сведочи Хаукова сага.
Бродови су били интегрални део викиншке културе. Они су омогућавали свакодневни транспорт преко мора и пловних путева, експлоатацију нових земаља, препаде, освајања, и трговину са суседним културама. Они су исто тако имали велики религиозни значај. Људи са високим статусом су понекад били сахрањени у броду заједно са жртвованим животињама, оружјем, обредним и другим предметима, као што је случај са сахрањеним пловилима у Гокстаду и Осебергу у Норвешкој и ископаним сахрањеним бродом у Ладбију у Данској. Сахрањивање бродова су такође практиковали Викинзи изван домовине, као што је случај с ископаним Салме бродовима на Естонском острву Сарему.

## Оружје
Најважније викиншко оружје био је мач. Оштрица мача била је дуга око 90 cm, а широка око 10. Чини се да су врло ценили оштрице увезене из Франачке; њима би сами додавали балчаке који су често били украшени разним орнаментима. Користили су и лук и стреле. Постојали су различити лукови за различите сврхе. Неки су били дуги и до 2 метра. Углавном су их израђивали од тисе. Ту су још и секире и копља. А за одбрану и штитови углавном округлога облика.
Ратна се стратегија Викинга састојала од изненадног напада при којем би уграбили све што је вредно, а потом једнако брзо одјурили на пучину. Већина напада није била помно планирана нити стратешки компликована, иако је било и таквих који су сведочили о врло развијеној организацији и војничким вештинама.

## Новац
Викинзи су се пре него што су почели ковати властите кованице служили кованицама народа с којима су дошли у додир. Прва викиншка ковница новца била је у Хедебију, у данашњој Норвешкој. Мотиви викиншких кованица били су бродови, животиње, куће.
Викиншке кованице нису имале номиналну вредност, вределе су према својој тежини. Кад је требало да се уситне, резале су се на комадиће. Чистоћа материјала проверавала се зарезивањем кованица.
Осим викиншких, пронађене су и кованице Византског Царства, Калифата, Светог римског царства немачког народа, Енглеске (чак више него у самој Енглеској, не зато што су их Викинзи толико опљачкали, него зато што су се за енглеског краља Едгара све кованице топиле и поново ковале сваких пет до шест година). Пронађене су још и франачке и фризијске кованице. Све су ове кованице, као и оригиналне викиншке, Викинзима вределе искључиво према својој тежини.
Осим као платежно средство, кованице су Викинзима служиле и као накит. Неке би пробушили и низали на разне начине, а неке би растопили и стварали нешто потпуно ново (наруквице, огрлице, брошеве).

## Викиншка уметност
Викиншка уметност рано средњовековне Скандинавије и Данске - како је у раној фази њене еволуције репрезентују старији и млађи осебершки стил (9. век), а у каснијој фази стилови јеллинге, рингерике и урнес (10. и 11. век) - упоредна је ликовна појава с ирском и англосаксонском, претежно хришћанизованом, уметношћу на Британским острвима.
Као касни пагански изданак «варварске» културе западне Европе из доба сеобе народа.
Викиншка уметност наставља у Норвешкој и Данској а посебно у Шведској баштину меровиншке зооморфне орнаментике коју је у Европи прекинула каролиншка ренесанса продирући постепено и спорадично и у нови, раноромански ликовни говор зрелог феудалног хришћанског средњег века. Њен развој почиње у ствари једним прелазним стилом, старијим осебершким стилом, који се развија у разним деловима Скандинавије на прелазу из 8. век у 9. век. То је нешто измењени зооморфни стил III у којем има елемената преузетих из инсуларне (ирске) уметности. Тај прелазни стил који је био раширен, посебно у Јужној Норвешкој, најбоље описују обе стране прамца брода из Осеберга.
Већ у првој половини 9. века, тај плошни стил је замењен пунијим, и изражајнијим, рељефним стилом названим Млађи осебершки стил. Тај стил се одликује фигурама животиња које се међусобно преплићу, боре и гризу правећи прекрасне драматичне призоре препуне динамике. Из тих облика настаје и назив целог стила - Стил закачених животиња (енгл. Gripping-beast style, швед. Gripdjurstil). Те чудесне животиње избуљених очију и дугим реповима савијеним у кривине, скупљеним у клупка, испуњавају у разноврсним позама плохе украсних, али и употребних предмета викиншке свакодневнице од дрвета, кости и метала. Порекло овог фантастичног животињског света још није сасвим објашњено. Чини се да више извире из оријенталне, неголи из каролиншке традиције. У ред најлепших радова осебершког стила, а уједно и у ред најзначајнијих дела «варварске» уметности после сеобе народа, улазе дрвени ступови са чудноватим змијским главама. Овде је не само глава већ и дугачки врат змија прекривен богатим зооморфним декором у пуној пластици. Ова експресивно и «барокно» конципирана глава с отвореним чељустима и великим очњацима има узор можда у неком каролиншком или, вероватније, оријенталном животињском лику. Међутим, начин на који је та глава решена у ликовном смислу, сасвим је нордијски. То судимо по дубоком рељефу и снажној минуциозно израђеној пластици. Више појединачних животиња испреплетених у снажно клупко формирају главу змаја.
Пред крај 9. века, млађи осебершки стил помало осиромашује и дегенерише се. Отприлике у исто време на њега се надовезује старији стил јелинге (око 900/30-980) Он је настао преобликовањем ирских зооморфних облика (одатле му и други назив хиберно-саксонски јелинге стил), а представља, по мишљењу С. Милера, В. А. Џенија и Т. Кендрика, скандинавску варијанту раносредњовековне зооморфне орнаментике. Својим животињским ликовима који су изразито врпчасти и сасвим плошни, овај стил је између свих викиншких стилова најудаљенији од стварности и реалног приказа. Он подсећа помало на Салинов стил II германске зооморфне орнаментике, из којег вероватно и води порекло. Дански хиберно-саксонски узорак стила јелинге показује типично неповезано и испрекидано плетиво издужених животиња које се међусобно боре.
Ј. Брендстед је утврдио да животиње Салиновог зооморфног стила III настају у декорацији око 850. а «закачена» животиња млађег осебершког стила, око 900. Постоји врло мало примера комбинације једног и другог типа животиња, али те комбинације не представљају прелаз у тип животиње који карактерише стил јелинге. Изразита обележја стила јелинге старијег типа показују метални окови из Елструпа (Копенхаген, Музеј), златни предмети из Рода, Норвешка (Народни музеј, Осло), и златна округла плочица из Хиденсија (Стралсунд, покрајински музеј) чији се орнамент састоји од четири испреплетене животиње, вероватно птице налик сови. Крушколико обликована бедра животиње прекривена су уплетеним спиралама и тачкастом гранулацијом, а њихове ноге су везане као у стилу закачених животиња. Тај стил почетком X века полако истискује млађи стил јелинге (око 950. - 1050) у коме доминира енглески мотив тзв. «велике животиње» (почетни стадијум овог мотива јавља се, према Ј. Бредстеду, на каменом крсту из IX века у цркви Св. Алкмунда у Дербију). Тај стил се, потпуно формиран јавља у Скандинавији први пут на чувеном рунском камену краљевског гроба у Јелингеу у сев. Јиланду. Овај декоративно скулптурални камен је наредио да се подигне око 980. године дански краљ Харолд Гормусон као споменик својим родитељима. У рунском запису на једној од три страна краљ се хвали да је освојио Данску и Норвешку и да је Данце хришћанизовао. На чеоној страни камена исклесан је, формално и иконографски - у уметности раног Средњег века у Скандинавији сасвим посебан, најстарији приказ распетога Христа. Христово тело сапето је орнаменталним плетером, имитирајући сличан манир приказивања распећа у ирским раним илуминацијама. (Евангелистар из Ст. Галена). На камену је још приказана и маркантна «велика животиња» налик на грабљивца са спирално стилизованим зглобовима, канџама у облику полумесеца и троугластом главом грифона. Језик, реп и креста завршавају се неком врстом палмете. Око животиње се обмотала велика змија која јој даје изразито нордијско иконографско обележје. Сама животиња, несумњиво, води порекло од Лава-грифона из византијске или оријенталне уметности. Остаје, међутим отворено питање како је тај тип животиње дошао на север Европе, да ли директно с подручја око Црног мора или посредно, из енглеске уметности. Такав лик појављује се све до пропасти викиншке орнаментике, а поново се јавља у различитим варијантама кроз цео XI век (викиншка кутија за накит нађена у ризници катедрале Камину, а нешто касније на бронзаној заставици из Седерала у Шведској, а у једној модификованој верзији на довратку старије дрвене цркве у Урнесу у Шведској. Скандинавски археолози ову последњу фазу стила називају мамен, а типичан пример је бојна секира из једног тумула у Мамену на полуострву Јиланд. Стил маммен један је од исходних тачака каснијег урнес стила. Рунски камен непознатог викинга из времена око 1030. године, откривен 1852. на гробљу светог Павла у Лондону (Гилдхал), јасно илуструје ову касну фазу млађег стила јелинге. С леве стране камена је приказ «велике животиње», а с десне дански рунски натпис. Већ велики камен из Јелинга показује да викиншка уметност Средњег века напушта чисту орнаментику, а постепено преузима реалистички приказ као темељни утицај Средње и јужни Европе. Треба узети у обзир да викиншка уметност, осим изворног животињског мотива користи и друге мотиве у чији круг утицаја долази. То су нпр. чворасти троплет са балчака мача из Липехнеа (сада у Штатлихе музеју у Берлину) и вегетативни украс оријенталног порекла (сребрна огрлица из Вернбија у Шведској - музеј у Стокхолму). Истовремено продире у викиншку уметност и англосаксонска акантова витица.

## Документарни филмови
- Викинзи: Ко су били први Викинзи? (Хроника - Средњовековна историја - Званични јутјуб канал)
- Викинзи: Језиви свет викиншког оружја (Хроника - Средњовековна историја - Званични јутјуб канал)
- Викинзи: Прави разлог викиншких освајања (Хроника - Средњовековна историја - Званични јутјуб канал)
- Викинзи: Насилни успон викиншког краљевства (Хроника - Средњовековна историја - Званични јутјуб канал)
- Викинзи: Шта се догодило последњим Викинзима? (Хроника - Средњовековна историја - Званични јутјуб канал)
- Последње путовање Викинга: Какав је био живот раних Викинга? (Хроника - Средњовековна историја - Званични јутјуб канал)
- Последње путовање Викинга: Карло Велики - Цар против Викинга (Хроника - Средњовековна историја - Званични јутјуб канал)
- Последње путовање Викинга: 885. година - Како су Викинзи напали Париз? (Хроника - Средњовековна историја - Званични јутјуб канал)
- Последње путовање Викинга: Зашто су Викинзи нестали? (Хроника - Средњовековна историја - Званични јутјуб канал)[мртва веза]
- Викиншка путовања: Како су Викинзи постали господари таласа (Хроника - Средњовековна историја - Званични јутјуб канал)